# 幫寶適
幫寶適（英語：Pampers）是宝洁公司旗下的一個嬰幼兒商品品牌。

## 歷史
時間可以追溯到1956年。一位任職於寶僑公司的化學工程師 Victor Mills 對於必須時時刻刻替他剛出生的孫子更換布製的尿布感到十分厭煩，於是，他便請旗下研發部門的研究員們開發一款拋棄式的尿布。1961年，幫寶適於焉誕生，由寶僑公司的研究員 Vic Mills、Norma Lueders Baker 開發而成。而品牌的英文名稱「Pampers」則是由第一間廣告代理商 Benton & Bowles 的創意總監 Alfred Goldman 發想出來的。
剛開始的尿布長得巨大又笨重，裡面以絨毛紙漿填充，嫘縈和聚乙烯分別製成前後的表面。1966 年，幫寶適推出了「wingfold」設計，並在1969年開始了「第三尺寸」，並自此成為美國家喻戶曉的品牌。 1971年，P&G將別針式的設計換成黏貼式。1973年，P&G開發了一款彈性的襯料（有雙層和單層兩種），可以圍繞在腿部和腰部，增強尿布的貼身度並容納那些沒有被吸收的尿液和糞便。而這項設計也P&G獲得了尿布上雙層襯墊的專利。 1982年，幫寶適推出了彈性wingfold尿布：腿部彈性設計、並搭配可重複黏貼的膠帶。這項設計是讓1960年代早期的尿布版型，演進成今日沙漏型的產業標準的交叉點。 1986年，第一款輕薄型尿布誕生，採用吸水性強的凝胶材質，讓一般中等尺寸的尿布可以減少50%的重量。1987年，幫寶適和好奇都推出了前置膠帶系統，允許橫向帶的重新定位而不會扯壞尿布。1990年代，幫寶適研發了更輕盈的Ultra Dry Thins尿布。
1990年代的前期，也是幫寶適的設計開始依照性別而有所不同，直到1990年代末期才重新回歸單一性別的設計。1993年，幫寶適的第一款拉拉褲問世，不過只在市場上存活了一小段時間，一陣子以後才推出 Easy Up 拉拉褲。1998年，P&G推出了史上最大尺寸的尿布 Baby-Dry Size 6，目標族群是已經開始蹣跚學布的幼兒們。而在產品行銷活動中，兒童心智發展的小兒科醫生 T. Berry Brazelton 指出「讓小孩自己決定什麼時候開始如廁訓練吧！」同時，好奇也同樣推出了大尺寸的尿布。
在很多阿拉伯文化的國家，「幫寶適」（‎）是可以讓消費者直接聯想到尿布的代名詞。

## 爭議
當幫寶適推出「Pampers Easy Ups 褲型尿布紙尿褲」時，曾經引發了作為幫寶適顧問的小兒科醫師 T. Berry Brazelton 與暢銷專欄暨育兒作家約翰‧羅斯門之間的論戰。爭議是有關於嬰兒穿著尿布的時間長短、以及開始如廁訓練的時機點。羅斯門認為，讓「幼兒持續尿褲子到兩歲，簡直是一種對於人類智慧的污辱」 ，然而，羅斯門也承認 Brazelton 過去十幾年來也是給出和自己相同的建議，他要批評的是，這位醫生竟然還繼續擔任幫寶適的顧問，甚至還在廣告中出現。

## 贊助活動
- 芝麻街
- Plaza Sésamo

## 外部連結
- 幫寶適官方網站 （页面存档备份，存于）
- 台灣幫寶適官方網站 （页面存档备份，存于）